# Valle de Arán
El Valle de Arán (en catalán: (la) Vall d'Aran; oficialmente en aranés: (era) Val d'Aran), o simplemente Arán, es una comarca española situada en la vertiente septentrional de los Pirineos centrales, en la provincia de Lérida, comunidad autónoma de Cataluña. En ella conviven tres lenguas oficiales: el español, el aranés —dialecto del occitano gascón— y el catalán.
Limita al norte con Francia (departamento de Alto Garona), al suroeste con la comarca aragonesa de la Ribagorza, Huesca, al sur con la comarca de Alta Ribagorza, Lérida, y al este con la de Pallars Sobirá, Lérida. Cuenta con 10 545 habitantes (INE 2024) y su capital es Viella, sede de su gobierno autónomo propio, el Consejo General de Arán.

## Etimología
La comarca toma el nombre del valle en que se encuentra. La teoría más difundida establece que Valle de Arán es en sí mismo un pleonasmo o tautopónimo, ya que significaría «Valle del Valle» (haran en euskera significa «valle»), ya que el vasco se habló en pueblos pirenaicos de Lérida hasta los siglos XII-XIII. Se encuentran los mismos ejemplos en Álava en el Valle de Arana; o en Navarra en las localidades del Valle de Aranguren, el valle del Leizarán o la denominación anterior de Améscoa Alta (hasta el siglo XVI conocida como Valle de Arana).

En aranés, a menudo aparece mencionado como era Val d'Aran (precedido del artículo como parte del nombre). En otras modalidades del occitano, se conoce como Vath d'Aran (gascón), Vau d'Aran (languedocian) o Vall d'Aran (gardiòl).

## Geografía

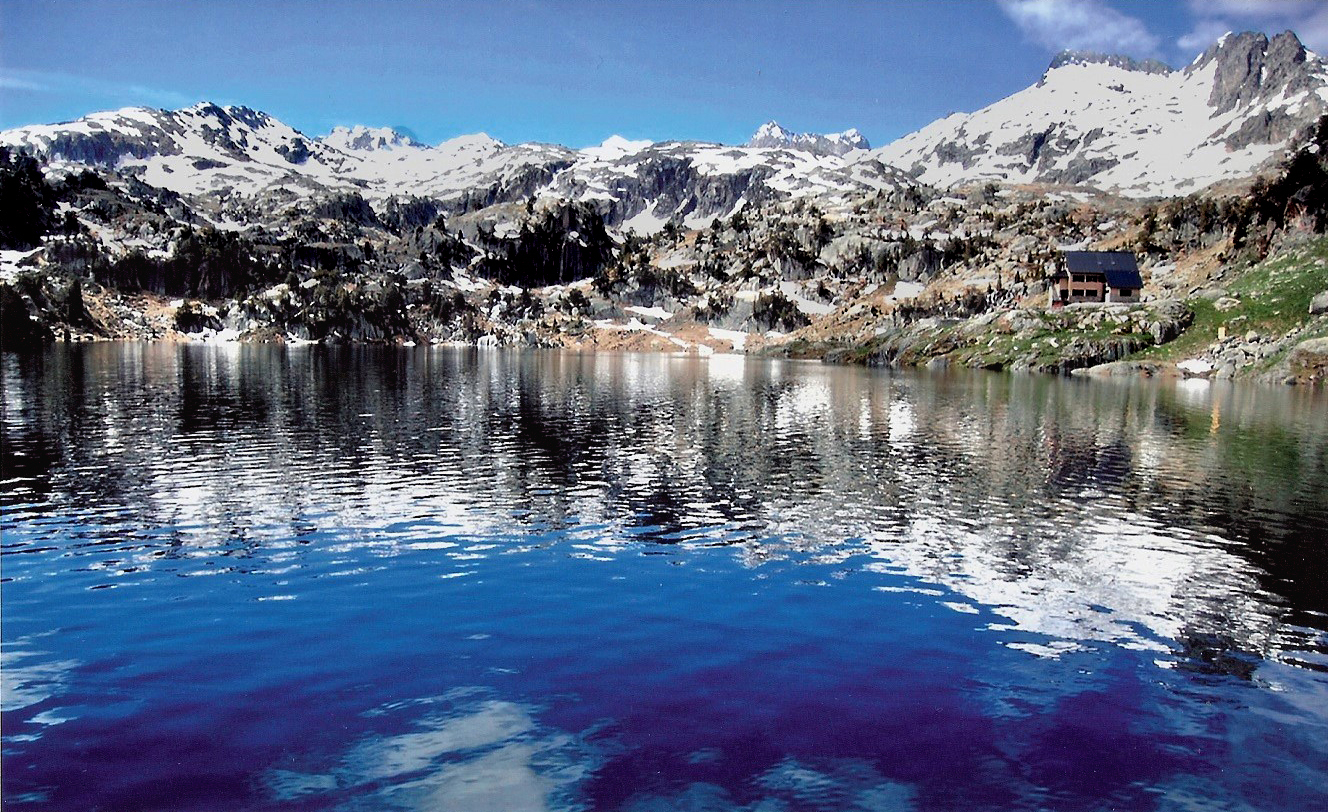
Lago Mayor de Colomers en el circo de Colomers

Es la única comarca de Cataluña que pertenece en gran parte a una cuenca atlántica. El Garona, que nace en el valle y lo atraviesa, desemboca en el océano Atlántico después de atravesar toda Gascuña. También tiene una pequeña parte de cuenca mediterránea, ya que el río Noguera Pallaresa nace a un centenar de metros del Garona, pero inicia el curso en dirección contraria.
La media anual de precipitaciones es de 1000 litros por metro cuadrado, y la temperatura media anual es de 9,2 °C
El 30 % del territorio está por encima de los 2000 metros de altitud, como la montaña Mieidia, de unos 2191 metros.
Las montañas con mayor altitud en el Valle de Arán son las siguientes: 
- Besiberri Norte (3015 m) - Situado en el límite entre las comarcas del Valle de Arán y la Alta Ribagorza, las dos en la provincia de Lérida.
- Mulleres (3013 m) - Situado en el límite entre las provincias de Lérida y Huesca.
- Gran Tuc de Colomers (2933 m) - Situado en el límite entre las comarcas del Valle de Arán, la Alta Ribagorza y el Pallars Sobirá, las tres en la provincia de Lérida.
- Mauberme (2880 m) - Situado en la frontera entre España y Francia.
- Montardo (2833 m) - Situado en el Municipio del Alto Arán.

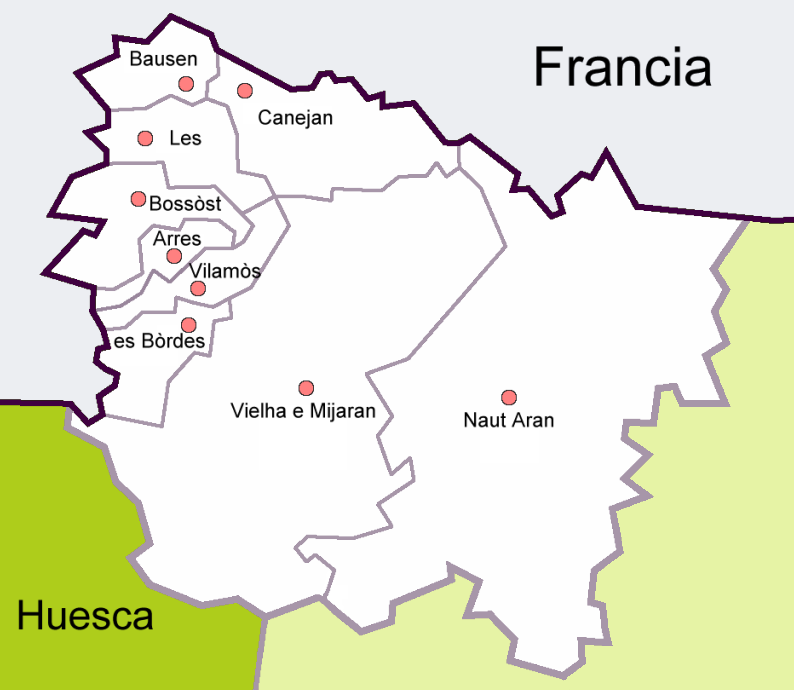
Municipios del Valle de Arán

### Flora y fauna

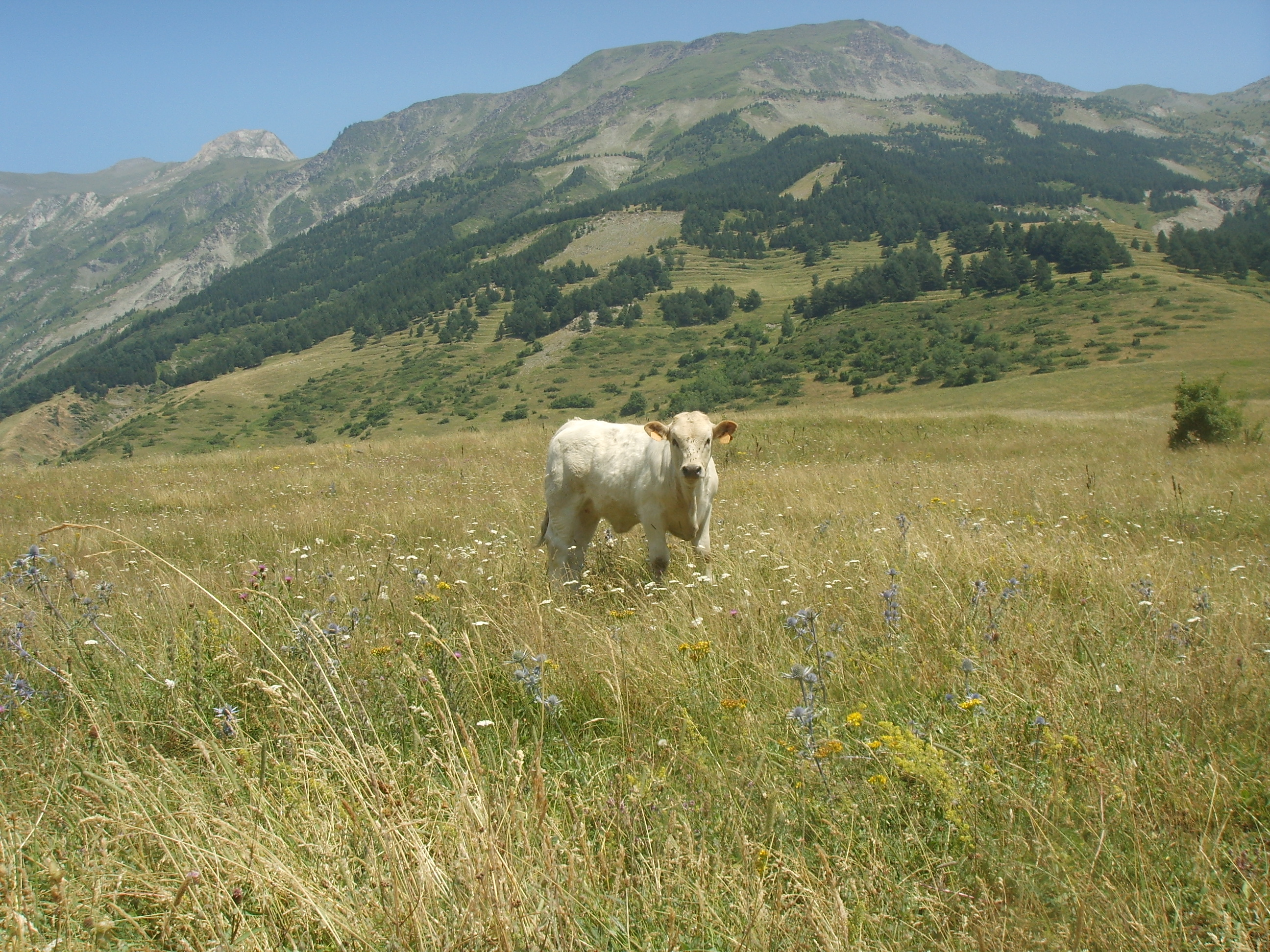
Ternera en Bagerque

Los vertientes de las montañas –entre los 1000 y los 2000 metros– están cubiertos de bosques. En las zonas de menor altitud crecen pinos silvestres y hayas, los cuales dan paso a los abetos y a los pinos negros en las zonas de mayor altitud. Por encima de la zona forestal existen prados alpinos.
Las especies del Valle de Arán que están en peligro de extinción, con programas de reintroducción o de protección y conservación son:
- Oso pardo (Ursus arctos),
- Perdiz blanca (Lagopus mutus)
- Lagartija aranesa (Iberolacerta aranica)
- Quebrantahuesos (Gypaetus barbatus)

### Municipios
Está formado por 33 pueblos de montaña, agrupados en nueve municipios:
| Municipio              | Habitantes | Municipio                              | Habitantes |
| ---------------------- | ---------- | -------------------------------------- | ---------- |
| Arrés (Arres)          | 71         | Lés (Les)                              | 1008       |
| Bausén (Bausen)        | 70         | Alto Arán (Naut Aran)                  | 1920       |
| Bosost (Bossòst)       | 1138       | Viella y Medio Arán (Vielha e Mijaran) | 5740       |
| Las Bordas (Es Bòrdes) | 280        | Vilamós (Vilamòs)                      | 173        |
| Caneján (Canejan)      | 96         |                                        |            |

### Tercios

Los seis tercios del Valle de Arán, que aquí se representan superpuestos a los límites municipales

El Valle de Arán está también dividido en seis tercios (oficialmente en occitano terçons). Forman la división tradicional del valle y son las circunscripciones electorales del Consejo General:
- Quate Lòcs
- Irissa
- Marcatosa
- Artiés y Garós
- Pujòlo
- Castièro

### Diócesis
El Valle de Arán pertenece a la diócesis de Seo de Urgel desde finales del siglo XVIII. Hasta entonces dependió del obispado de Cominges.

### Comunicaciones
Existen cuatro vías de acceso al Valle:
- Desde el Pallars Sobirá por el puerto de la Bonaigua (2072 metros), tomando la carretera C-28 (antigua C-142), que termina en Viella (la estación de esquí de Baqueira-Beret está en esta carretera).
- Desde Ribargoza la carretera N-230, que viene desde Lérida, atraviesa el túnel de Viella (5173 m de longitud), con un desnivel entre la entrada sur (1626 metros) y la norte (1390 metros) de 236 metros. Tras salvar el túnel, la carretera N-230 pasa por Viella, Las Bordas, Bosost, Lés y la frontera francesa (Puente del Rey). En 2007 se inauguró un nuevo túnel de Viella (después de más de cinco años de obras).
- Desde Francia, por el Puente del Rey, se llega por la carretera francesa N125 que se convierte en la N-230 al pasar la frontera.
- Desde Bañeras de Luchon (Francia) pasando por el puerto del Portillón, la carretera francesa D618A se convierte en la N-141, hasta Bosost.

## Economía

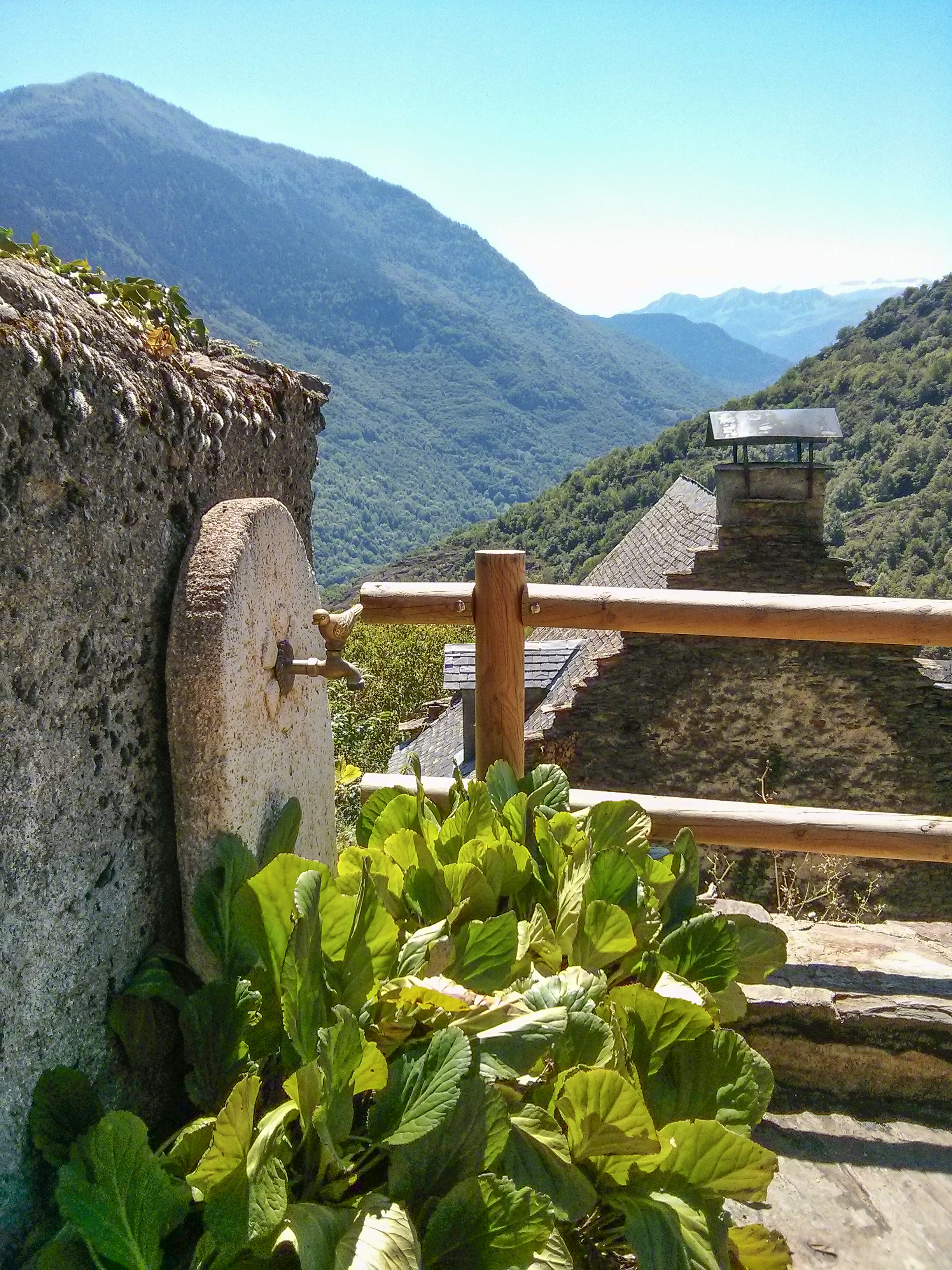
Vistas del valle desde Bausén

La economía aranesa se ha basado tradicionalmente en la ganadería y la explotación forestal. Sin embargo, actualmente es el turismo (tanto en invierno como en verano) el motor de la economía del Valle.
Dos elementos han favorecido la eclosión del turismo: la apertura del túnel de Viella, la inauguración del primer Parador de Turismo del valle en 1966, y la de la estación de esquí de Baqueira Beret. La combinación de estos acontecimientos hizo que una comarca de pastores y leñadores se convirtiera en un importante foco de turismo y en una de las zonas con mayor renta per cápita de España.

## Historia
Poblado desde la prehistoria como el resto de valles pirenaicos, el valle fue incorporado a la República romana. No resulta claro cuándo, pero parece que cuando César comienza la conquista de las Galias, el alto valle del Garona pertenece ya a la república. La romanización penetraría a través de una vía romana que, procedente de Tolosa, atravesaba el valle y pasaba al Pallars a través del puerto de la Bonaigua. En la reforma administrativa territorial del  27 a. C. se le sitúa en Aquitania. La importancia de la romanización la prueban topónimos como Viella y la presencia de lápidas y estelas funerarias. Con la caída del imperio, los valles quedaron abandonados a su suerte y se suceden unos siglos sin ninguna referencia al Valle.

### Edad Media
Las primeras referencias concretas al Valle de Arán aparecen en el siglo X d. C. en el que el valle aparece vinculado al condado de Ribagorza. Pedro I de Aragón intervenía en estas tierras cuando murió en el Valle el 28 de septiembre de 1104.

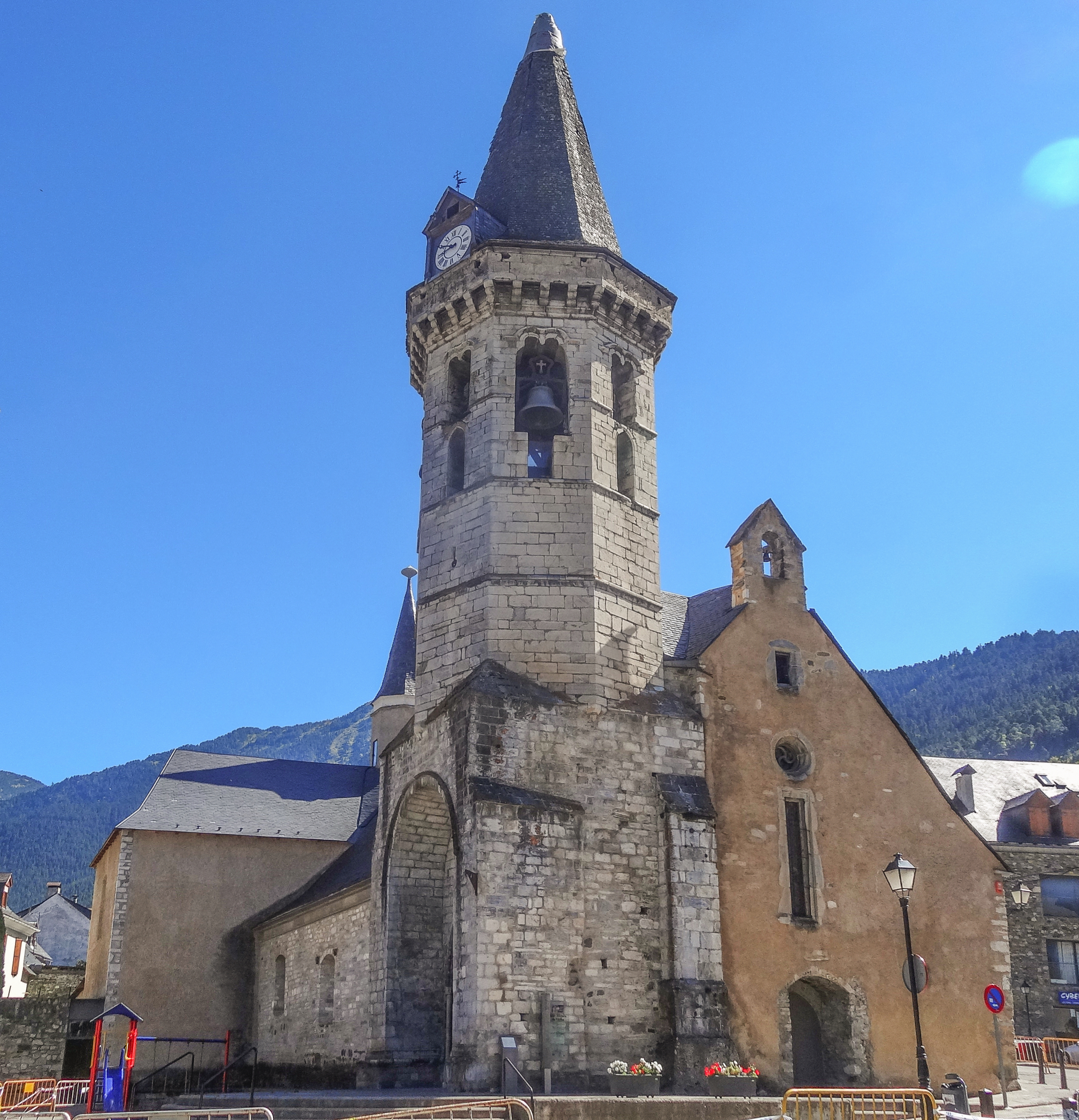
Iglesia de San Miguel de Viella

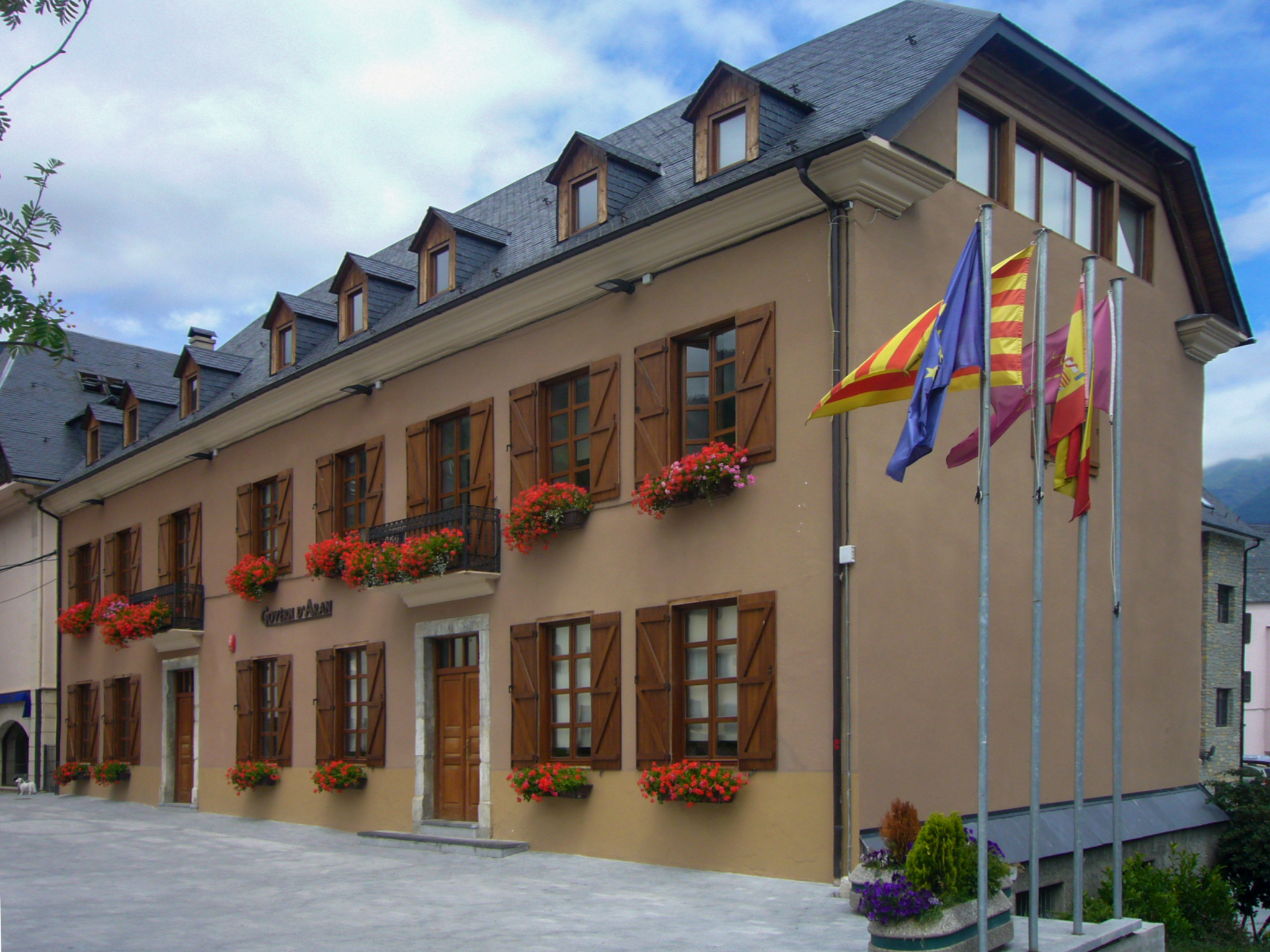
Consejo General de Arán

La documentación de la época desde 1108 hasta 1134 muestra de modo explícito que Alfonso I de Aragón reinó en Arán. Alfonso I el Batallador nombró tenente de veinticuatro aldeas en el valle a Céntulo II de Bigorra en compensación por la ayuda prestada en la reconquista contra los moros; Céntulo y su hermano el vizconde Gastón IV de Bearne compartieron también la tenencia de Zaragoza y la de Uncastillo, entre otras, en 1119. Mientras, Bernardo de Cominges se enfrenta a su primo, Céntulo de Bigorra, en apoyo a su pariente, Sancho García de Aure y de Aspet, el cual se negaba a prestar homenaje al conde de Bigorra, alegando que el vizcondado de Aure pertenecía a la Casa de Cominges desde tiempos inmemoriales. Esta situación conlleva que el conde de Cominges se declara soberano del vizcondado de Aure y los señoríos de Larboust, de Savès y de Aspet, así como del valle de Arán, con independencia de los acuerdos entre el monarca aragonés y su vasallo Céntulo de Bigorra
El valle cambió de manos varias veces durante los siglos XII y XIII, pasando sucesivamente a manos de los condes soberanos de Bigorra, a los condes de Cominges o a los reyes de Aragón.
- En 1130, en documento otorgado en Bayona, Alfonso el Batallador decía reinar en Arán.
- En 1144, el conde Bernardo de Comminges se tituló «nobilissimo comité dominante in terra Convenarum, in Saves, in Couserans et in Aranno»[10]

En 1175, el valle pasó a formar parte de la Corona de Aragón mediante el Tratado de Amparanza (o Emparanza) firmado con el rey Alfonso II. Del año 1192 hay referencias de la construcción del Hospital de Viella para dar cobijo a los viajeros.
Pedro II de Aragón renunció a sus pretensiones sobre el Valle cuando llegó a un acuerdo con Bernardo IV de Cominges según el cual Bernardo se divorciaba de su mujer María de Montpellier para que esta se casase con el rey aragonés. A cambio, este le cedió una serie de señoríos, entre los que se encontraba el Valle de Arán. Según Charles Higounet, no se tiene constancia de que los condes de Cominges fueran vasallos de los reyes de Aragón por el valle de Arán, por lo que hay que suponer que su soberanía sobre el mismo era plena. En cualquier caso Pedro II de Aragón obtuvo el vasallaje de Bernardo IV a cambio de la entrega del Valle de Arán, que pertenecía al rey aragonés (totam vallem meam de Aran), en acto celebrado en Bagnères-de-Luchon en 1201, cuyo documento recoge Alvira Cabrer.

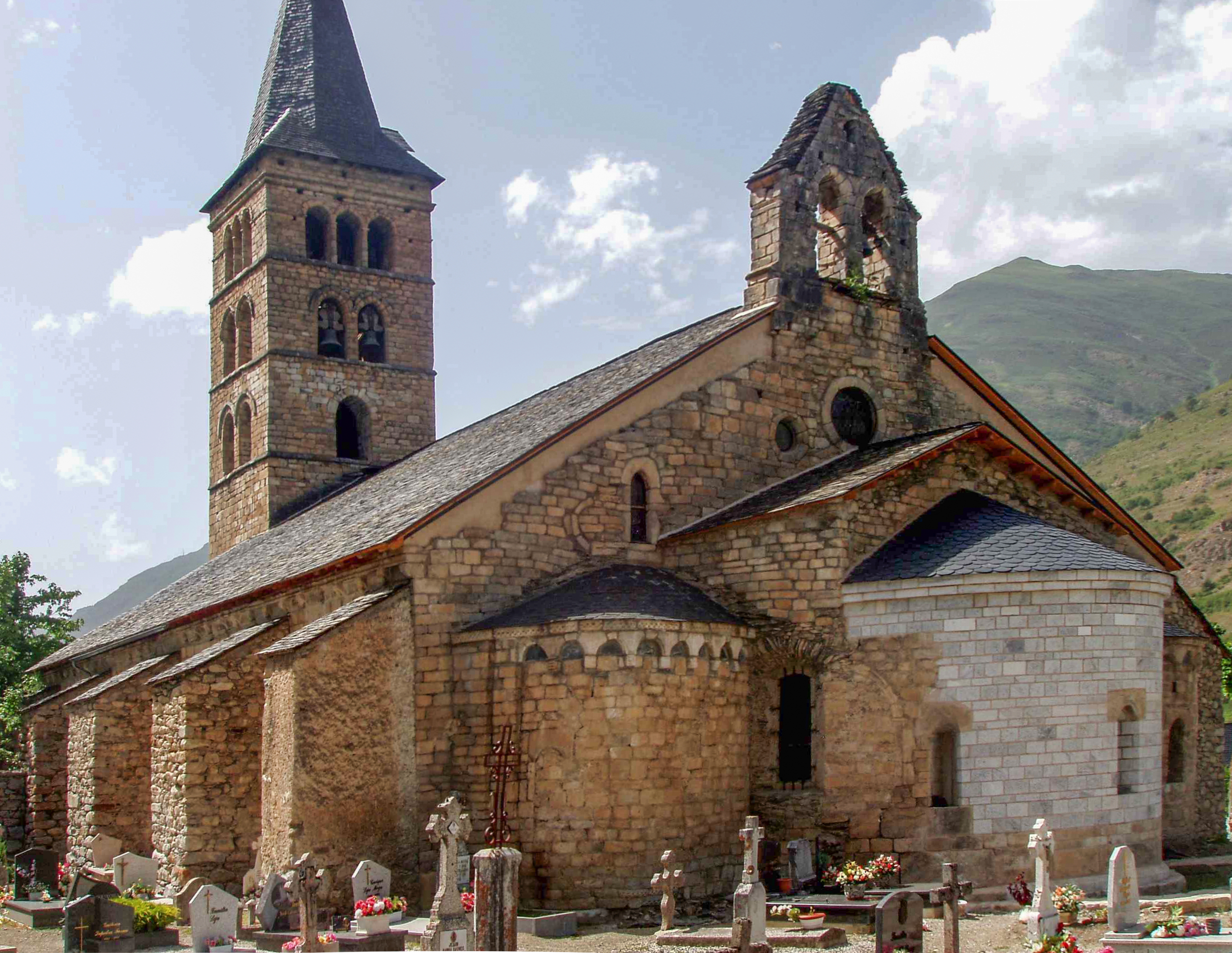
Iglesia de Santa María de Artiés

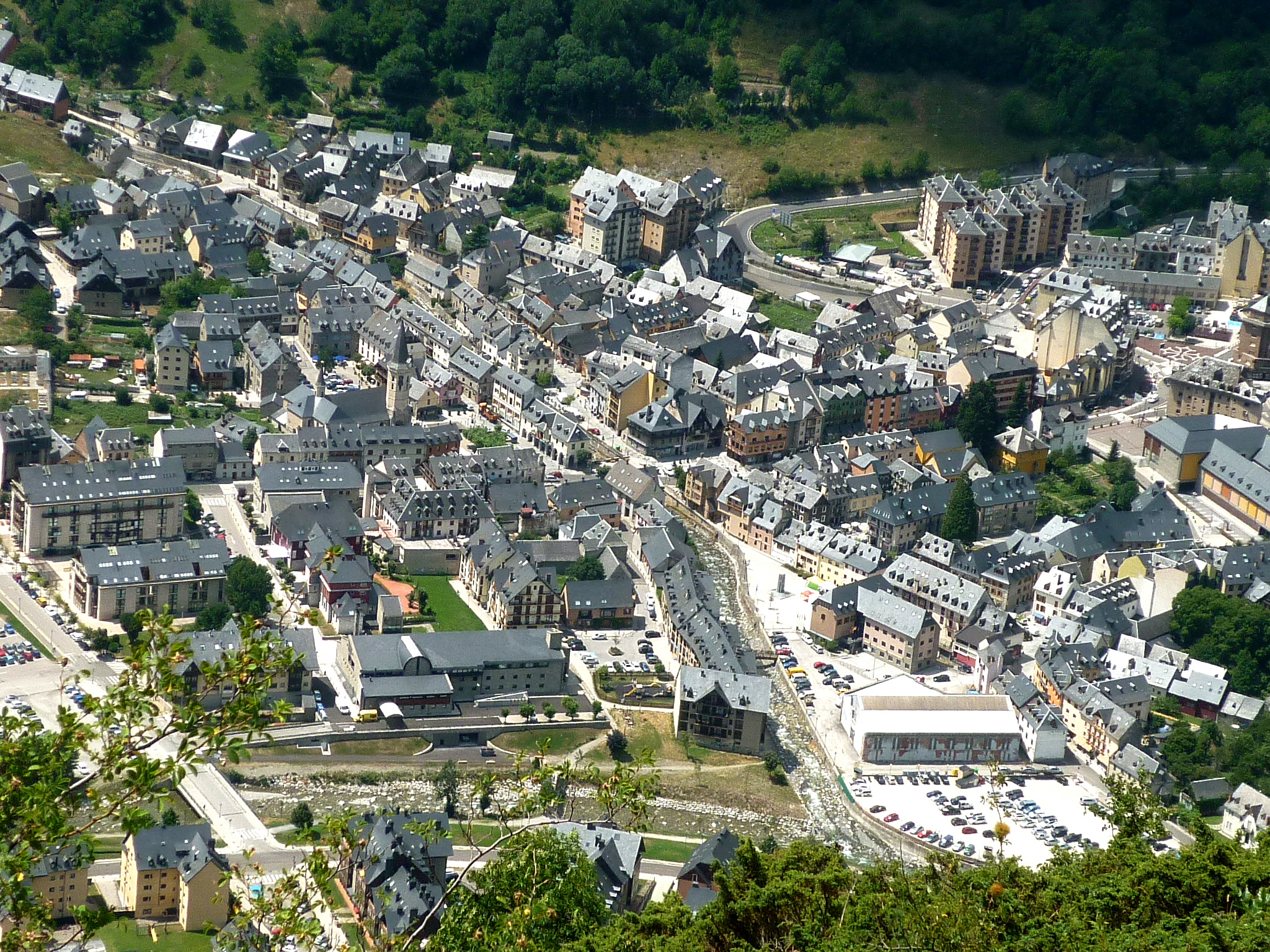
Viella, la capital comarcal

Jaime I de Aragón poseía el señorío efectivo sobre el Valle de Arán desde 1220; lo reforzó en el tratado de Corbeil de 1258 y en 1265 incluyó Arán como parte de la Junta de Ribagorza, en el ámbito político de Aragón.
Tras la invasión francesa del Valle en 1283 en el contexto de la Cruzada contra la Corona de Aragón, Felipe IV de Francia reivindicó su dominio, y la disputa con Pedro III de Aragón se resolvió en lo que respecta a Arán mediante una sentencia arbitral que evidenció que el Valle de Arán era aragonés antes de la ocupación francesa. Sin embargo, fue incorporado de facto a los dominios de Jaime II de Mallorca en 1298, por el convenio de Argelers, que había determinado que el Valle de Arán permanecería provisionalmente bajo la administración del reino de Mallorca mientras las partes en conflicto no llegasen a un acuerdo. A la muerte del rey de Mallorca en 1311, reinando en Aragón Jaime II el Justo, Felipe IV de Francia renunció a sus pretensiones, y el rey de Aragón lo recuperó en 1313 y le concedió instituciones propias: Arán sería gobernado por un procurador general (bailío) ajeno al de Cataluña. y poseería un conjunto de privilegios forales denominado Era Querimònia. Tras ello, síndicos y procuradores juraron fidelidad como súbditos y vasallos a Jaime II el Justo.
Finalmente, en el interregno a la muerte de Martín I el Humano que desembocó en el Compromiso de Caspe, la Generalidad de Cataluña emitió un decreto por el que se anexionaba el valle al principado catalán, y lo segregaba definitivamente de Aragón, para incorporarlo al espacio político de Pallars. En 1411, el Síndico (síndic) de Arán ofreció la unión «libre y pactada» de Arán con el Principado de Cataluña.

### Edad Moderna
El Valle de Arán fue asolado durante la Guerra de los Segadores en 1645.
Más tarde, a principios del siglo XVIII, se muestra partidario del archiduque Carlos de Austria durante la guerra de sucesión española, excepto algunas personalidades, como el barón de Les, de tendencias francófilas, que manifestaron sus preferencias por el bando felipista de la contienda.
El Decreto de Nueva Planta de 1716, que suprimió parcialmente las instituciones políticas de la Corona de Aragón, no afectó al régimen político-administrativo del Valle de Arán, de forma que este no fue incorporado a ninguno de los nuevos corregimientos en que se dividió Cataluña. Felipe V incluso dispensa al Valle del uso del papel sellado.

### Edad Contemporánea
Parte de la invasión napoleónica de España se produce por el puerto de Viella (1810) y Napoleón incorporó el Valle al departamento francés del Alto Garona. Tras la caída de Napoleón, el Valle fue devuelto a la Corona española en 1814. En 1833, durante la regencia de María Cristina, y en plena primera guerra carlista, se suprimieron las instituciones tradicionales aranesas y se incluyó al Valle de Arán en el nuevo régimen administrativo general de España, incluyéndolo en la recién creada provincia de Lérida.

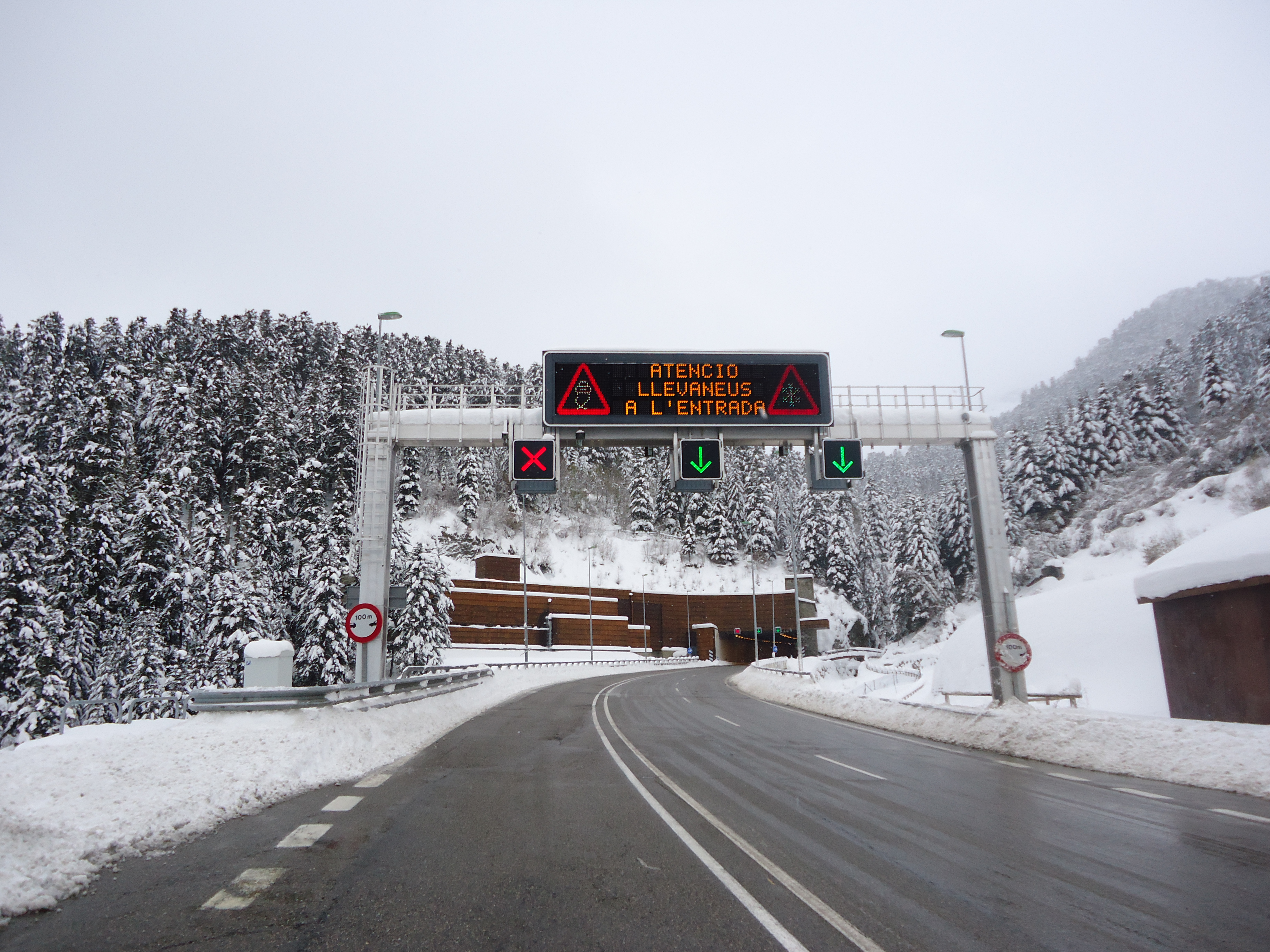
Boca norte del túnel Juan Carlos I, más conocido como túnel de Viella

El siglo XX fue testigo de tres hechos significativos para el Valle de Arán:
- La apertura de comunicaciones con el resto de España. Durante el invierno, el Valle de Arán quedaba incomunicado. El primer hito fue la construcción de la carretera del puerto de la Bonaigua, inaugurada en 1924, la cual permitió la comunicación con Cataluña. El segundo fue la construcción del túnel de Viella - Alfonso XIII. Aunque los primeros proyectos son producidos en el año 1832 por ingenieros franceses, el túnel no fue inaugurado hasta el año 1948, permitiendo el paso de circulación normal en 1965. Actualmente tiene el uso de Galería de Evacuación para el nuevo túnel de Viella - Juan Carlos I, inaugurado en 2007.
- La invasión del Valle de Arán por guerrilleros antifranquistas españoles (bajo dirección comunista) desde Francia en 1944 (Operación Reconquista de España).[18] La intención de estos guerrilleros, en su mayor parte veteranos de la guerra civil española y la Resistencia francesa, era reanudar la guerra en España estableciendo una cabeza de puente en territorio español, en la creencia de que una vez comenzada esta, los aliados les ayudarían a derribar el gobierno de Franco. El 19 de octubre de 1944 unos tres mil hombres penetran en el valle. Sin embargo, la falta de apoyo popular, el hecho de que el gobierno español estaba al tanto de un posible ataque y la carencia de armamento pesado les impiden tomar siquiera Viella o el puerto de la Bonaigua, de forma que las tropas franquistas rechazan fácilmente la invasión. El 27 de octubre se inicia la retirada. Será el último intento de derrotar a la dictadura militar por la fuerza. Según los datos oficiales, en la operación Reconquista murieron 129 guerrilleros, 214 fueron heridos y 218 hechos prisioneros, de los cuales a una buena parte les fue aplicada la pena de muerte.
- La recuperación parcial de los privilegios y fueros del Valle de Arán. Durante la Segunda República española aparecieron nuevas demandas de la restauración del Consejo General de Arán. El Centre Aranés —constituido por la élite aranesa residente en Barcelona— pidió formalmente en una carta dirigida al presidente de la Generalidad de Cataluña que el Estatuto de Autonomía de Cataluña, que se estaba redactando en aquellos momentos, contemplase la restauración del Consejo General de Arán y la restauración de algunos privilegios históricos. Aquellas demandas no fueron contempladas en la redacción final del Estatuto de Núria. La guerra civil española y la dictadura de Franco acabaron con cualquier intento de restauración de la autonomía aranesa. No fue hasta 1990, mediante la Ley 16/1990, de 13 de julio, sobre el régimen especial del Valle de Arán (desarrollo de la disposición adicional primera del Estatuto de Autonomía de Cataluña) que se restauraron parte de los derechos históricos del Valle de Arán. Así, se restableció el Consejo General (Consejo General de Arán) y el Síndico de Arán (Síndic d'Aran) como principales instituciones de la organización administrativa propia del Valle de Arán, y se hizo cooficial el aranés. Más tarde, los derechos históricos del territorio fueron consagrados con base en la Ley 1/2015, de 5 de febrero, del régimen especial de Arán.

## Consejo General del Valle de Arán
La institución encargada de dirigir algunos organismos de alcance comarcal es el denominado Consejo General del Valle de Arán (Conselh Generau del Val d'Aran, en aranés). La elección de los consejeros de la institución se lleva a cabo mediante elecciones desde 1987 por un mandato de cuatro años.

## Cultura

### Lenguas
| Uso                                | Castellano | Aranés | Catalán | Otros |
| ---------------------------------- | ---------- | ------ | ------- | ----- |
| Lengua materna                     | 37,3 %     | 22,4 % | 14,6 %  | 7,6 % |
| En el hogar (de forma exclusiva)   | 35,3 %     | 25,8 % | 13,0 %  | s/d   |
| En el hogar (con otras lenguas)    | 50,7 %     | 40,3 % | 24,6 %  | 3,8 % |
| En el trabajo (de forma exclusiva) | 30,8 %     | 9,2 %  | 7,9 %   | s/d   |
| En el trabajo (con otras lenguas)  | 63,1 %     | 34,6 % | 43,9 %  | 1,8 % |

El Valle de Arán es el único lugar donde una variedad del occitano (el aranés), hablado también en el sur de Francia así como en Italia, es lengua oficial. El aranés es cooficial (junto con el castellano y el catalán) en toda la comunidad autónoma de Cataluña según su Estatuto de Autonomía, aunque solo es hablado en este valle. Hasta 2006 el aranés era oficial únicamente en el Valle de Arán.
Como lengua materna el castellano es la lengua que progresivamente ha ganado terreno en los últimos años. De 2001 a 2008 el castellano ha pasado de ser la lengua materna del 38,8 % a ser la del 37,3 %, mientras que el catalán ha retrocedido del 19,4 % al 14,6 % y el aranés del 34,2 % al 22,4 %.
El castellano es también la lengua más hablada por la población local en el hogar y en el trabajo, aunque también se utiliza el aranés y, en menor medida, el catalán.

### Gastronomía
La climatología del Valle de Arán influye directamente en su cocina. Los rigores invernales hacen necesaria una alimentación consistente. Son típicas las sopas, los estofados y la llamada olla aranesa. En el terreno de los lácteos se tiene una producción especial del queso brossat (denominado también brull). El postre más característico son los crepes, también llamados en aranés: crespets, brescajus o pasteres, según el lugar del valle. También se utilizan mucho los productos de la tierra como carnes de ovino y bovino y frutos del bosque como la fresa silvestre, la frambuesa y la mora.

### Deportes

#### Clubes
| Club                    | Municipio | Deporte | País    | Federación                         | División                  | Ficha      | Página web                                                          |
| ----------------------- | --------- | ------- | ------- | ---------------------------------- | ------------------------- | ---------- | ------------------------------------------------------------------- |
| Union Esportiva Bossòst | Bosost    | Fútbol  | Francia | District de Football Haute-Garonne | Départemental 2 (Poule B) | UE Bossòst | UE Bossòst Archivado el 13 de diciembre de 2014 en Wayback Machine. |

#### Clubes desaparecidos
| Club                   | Municipio | Deporte | País   | Federación | Desaparición |
| ---------------------- | --------- | ------- | ------ | ---------- | ------------ |
| Viella Club de Fútbol  | Viella    | Fútbol  | España | FCF        | 2013         |
| Associación Fútbol Les | Lés       | Fútbol  | España | FCF        | 2020         |